# Nanhuatempel
Nanhuatempel is de zen-boeddhistische klooster van de zesde patriarch van het Caodong zen-boeddhisme, Huineng. Het ligt in de kleine stad Caoxi (漕溪) die 25 km ten zuidwesten van het stadscentrum van de Guangdongse stadsprefectuur Shaoguan ligt.
De tempel is gesticht tijdens de Zuidelijke en Noordelijke Dynastieën in 502 na Chr. door de Indiase monnik Zhiyao Sanzang (智樂三藏). De tempel kreeg zijn huidige naam in 968 tijdens de regeerperiode van Song-dynastiekeizer Taizong. In 1589 kwam de Rooms-katholieke missionaris Matteo Ricci de tempel bezoeken. Het terrein werd in 1934 gerenoveerd tijdens het leiderschap van Hsu Yun.
De tempel heeft een gebied van meer dan 42,5 hectare grond. Het bestaat uit een set van grote boeddhistische gebouwen. Onder andere de Hal van de Vier hemelse koningen, de Grote hal, Soetrabewaarplaats, Zesde patriarchhal, Lingzhaopagode en 690 boeddhistische beelden. In de tempel is het gemummificeerde lichaam van Huineng te vinden.